# 倪模
倪模，直隶天津府静海縣人，清朝政治人物、同进士出身。
嘉慶四年（1799年）己未科进士，選翰林院庶吉士。